# Rudniczek
Rudniczek – wieś w Polsce położona w województwie łódzkim, w powiecie zgierskim, w gminie Głowno.
| SIMC    | Nazwa            | Rodzaj                 |
| ------- | ---------------- | ---------------------- |
| 0413794 | Piaski Rudnickie | część wsi (do 2023 r.) |
| 0413854 | Rudnik           | część wsi              |

W latach 1975–1998 miejscowość administracyjnie należała do ówczesnego województwa łódzkiego.
Oddalona od Głowna o około 4 km. Znajduje się przy trasie łączącej Głowno z Łyszkowicami i Skierniewicami. Większość mieszkańców utrzymuje się z sadownictwa.
Przez wieś przepływa mała rzeka Brzuśnia.